# Nerita
Genre
Nerita est un genre de mollusques gastéropodes marins de la famille des Neritidae. Comme cette dernière, il doit son nom au dieu marin grec Néritès.

## Liste des genres
Selon World Register of Marine Species (15 avril 2016) :
- Nerita adenensis Mienis, 1978
- Nerita albicilla Linnaeus, 1758

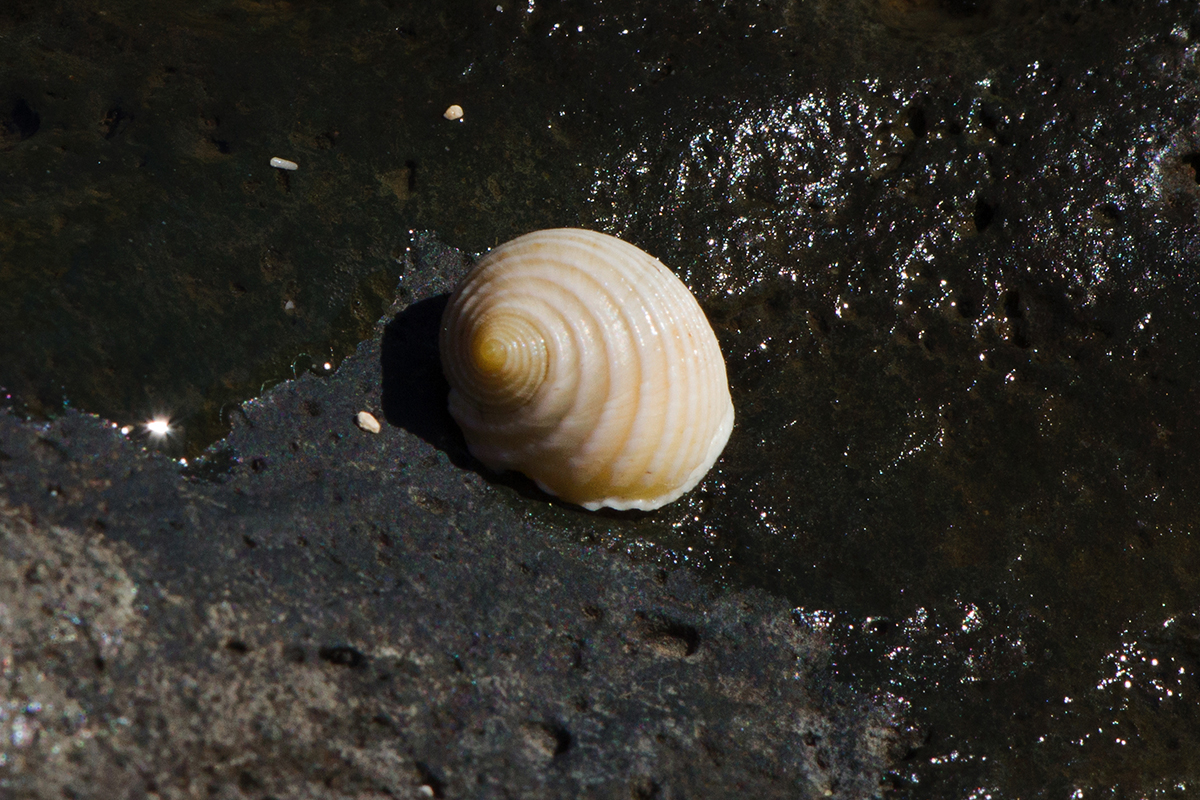
Nerita plicata à la Réunion.

- Nerita alveolus Hombron & Jacquinot, 1848
- Nerita antiquata Récluz, 1841
- Nerita argus Récluz, 1841
- Nerita ascensionis Gmelin, 1791
- Nerita aterrima Gmelin, 1791
- Nerita atramentosa Reeve, 1855
- Nerita balteata Reeve, 1855
- Nerita chamaeleon Linnaeus, 1758
- Nerita chlorostoma Lamarck, 1816
- Nerita costata Gmelin, 1791
- Nerita costulata von dem Busch, 1844
- Nerita crassa Gould, 1852
- Nerita dombeyi Récluz, 1841
- Nerita erythrostoma Eichhorst & Neville, 2004
- Nerita essingtoni Récluz, 1842
- Nerita exuvia Linnaeus, 1758
- Nerita filosa Reeve, 1855
- Nerita fragum Reeve, 1855
- Nerita fulgurans Gmelin, 1791
- Nerita fuliginata Reeve, 1855
- Nerita funiculata Menke, 1851
- Nerita grasi Eichhorst, 2016
- Nerita grisea Reeve, 1855
- Nerita grossa Linnaeus, 1758
- Nerita guamensis Quoy & Gaimard, 1834
- Nerita helicinoides Reeve, 1855
- Nerita histrio Linnaeus, 1758
- Nerita incerta von dem Busch, 1844
- Nerita incurva Martens, 1887
- Nerita insculpta Récluz, 1841
- Nerita japonica Dunker, 1860
- Nerita lirellata Rehder, 1980
- Nerita litterata Gmelin, 1791
- Nerita longii Récluz, 1842
- Nerita luteonigra Dekker, 2000
- Nerita magdalenae Gmelin, 1791
- Nerita maura Récluz, 1842
- Nerita maxima Gmelin, 1791
- Nerita melanotragus E. A. Smith, 1884
- Nerita morio (G. B. Sowerby I, 1833)
- Nerita neritopsoides Reeve, 1855
- Nerita nigerrima Dillwyn, 1817
- Nerita nigrita Röding, 1798
- Nerita novaeguineae Lesson, 1831
- Nerita ocellata Le Guillou, 1841
- Nerita olivaria Le Guillou, 1841
- Nerita orbignyana Récluz, 1841
- Nerita oryzarum Récluz, 1841
- Nerita patula Récluz, 1841
- Nerita peloronta Linnaeus, 1758
- Nerita picea Récluz, 1841
- Nerita planospira Anton, 1838
- Nerita plicata Linnaeus, 1758
- Nerita polita Linnaeus, 1758
- Nerita quadricolor Gmelin, 1791
- Nerita sanguinolenta Menke, 1829
- Nerita scabricosta Lamarck, 1822
- Nerita semirugosa Récluz, 1841
- Nerita senegalensis Gmelin, 1791
- Nerita signata Lamarck, 1822
- Nerita striata Burrow, 1815
- Nerita tessellata Gmelin, 1791
- Nerita textilis Gmelin, 1791
- Nerita trifasciata Le Guillou, 1841
- Nerita tristis Pilsbry, 1901
- Nerita umlaasiana Krauss, 1848
- Nerita undata Linnaeus, 1758
- Nerita undulata Gmelin, 1791
- Nerita versicolor Gmelin, 1791
- Nerita vexillum Reeve, 1855
- Nerita vitiensis Hombron & Jacquinot, 1848
- Nerita winteri Philippi, 1844
- Nerita yoldii Récluz, 1841

## Galerie

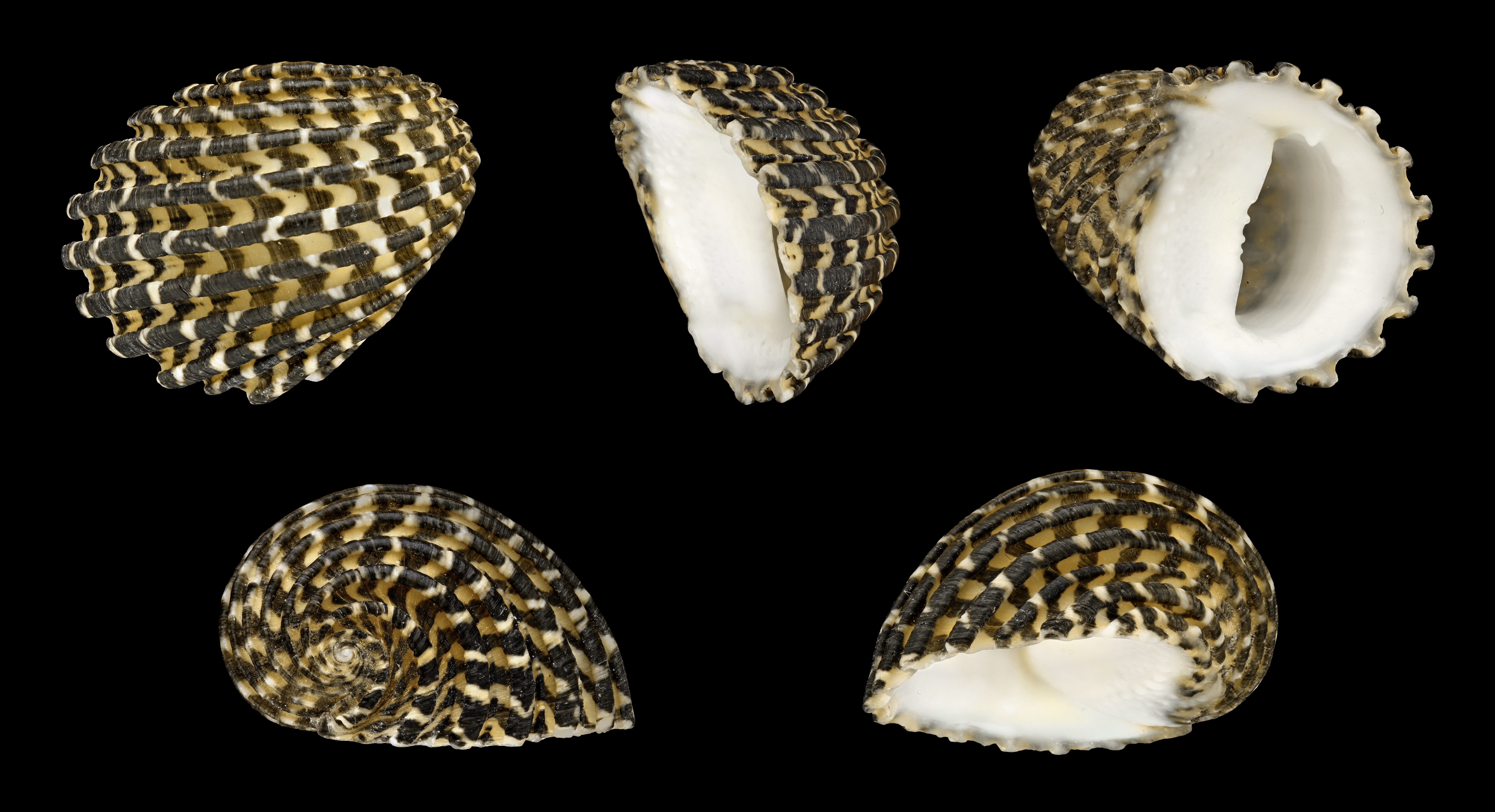
Nerita exuvia
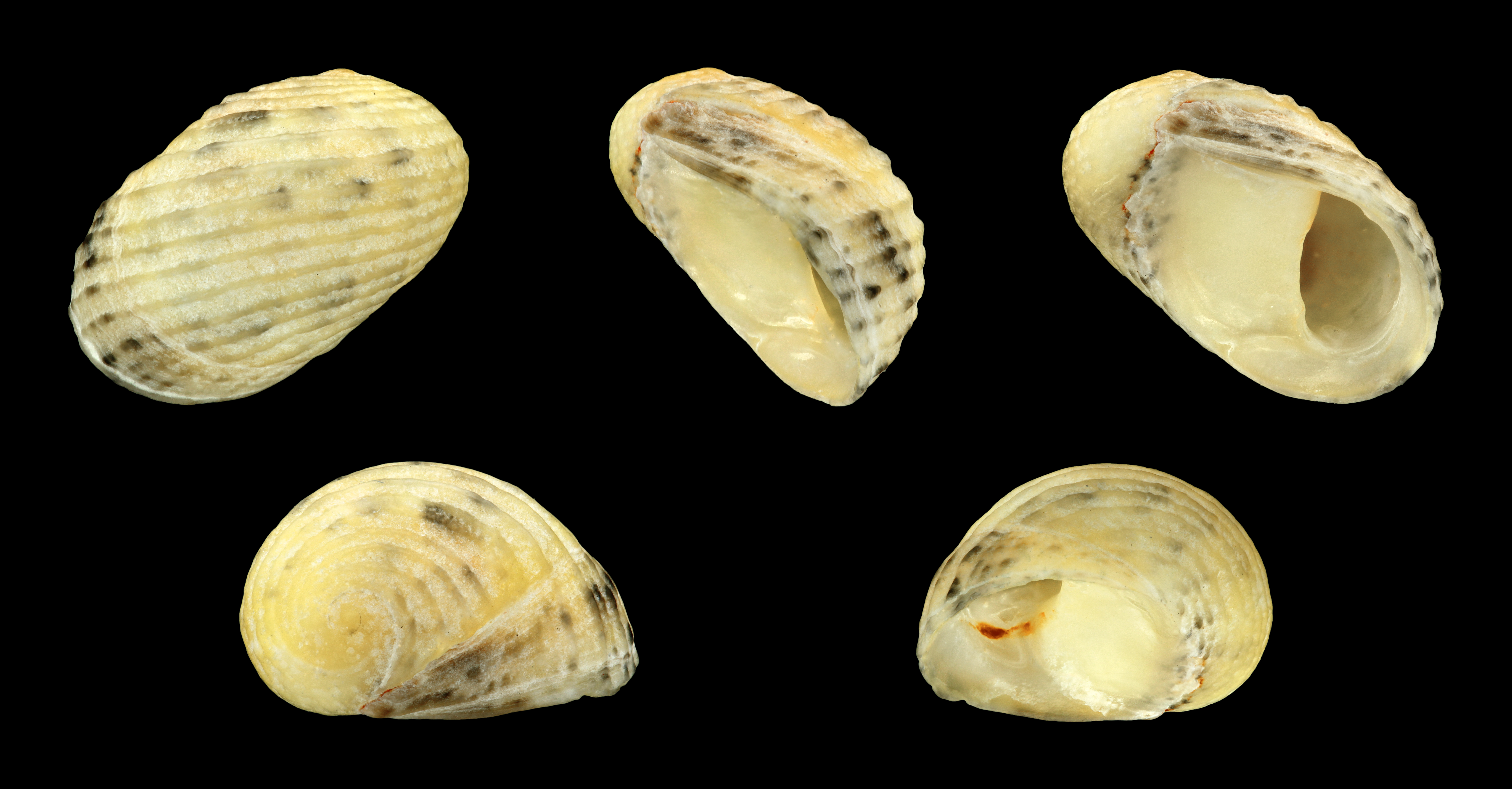
Nerita insculpta
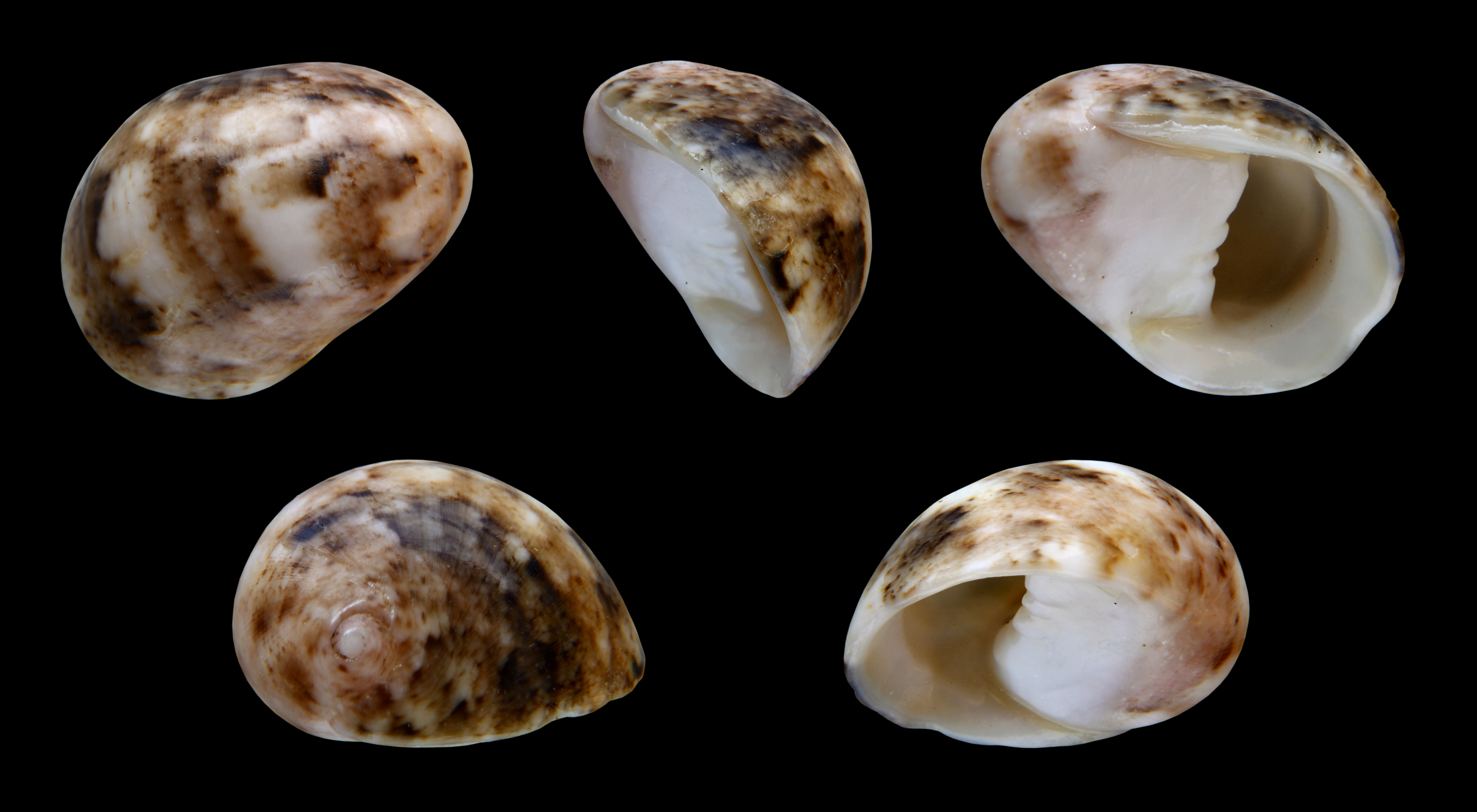
Nerita polita
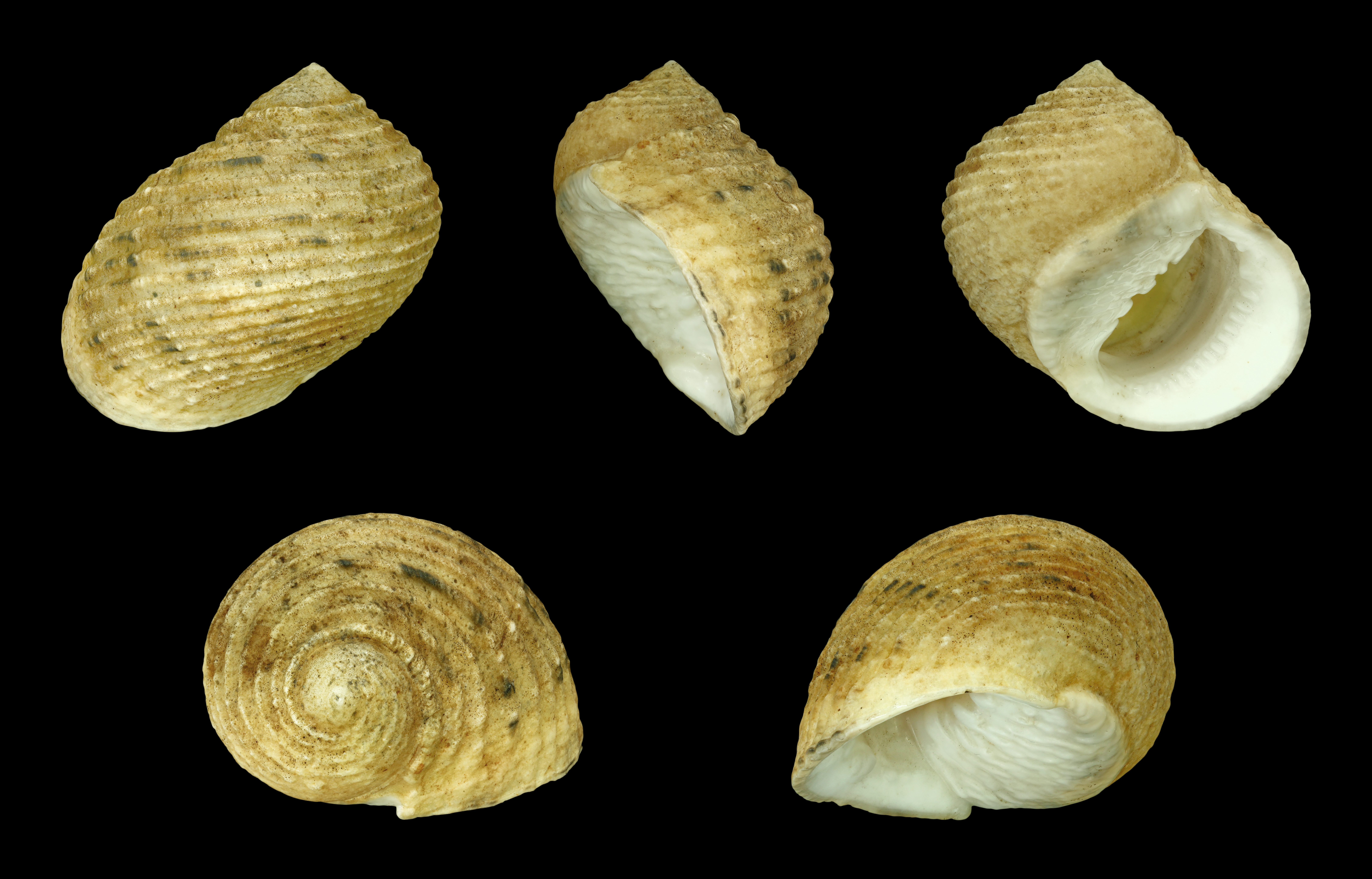
Nerita quadricolor
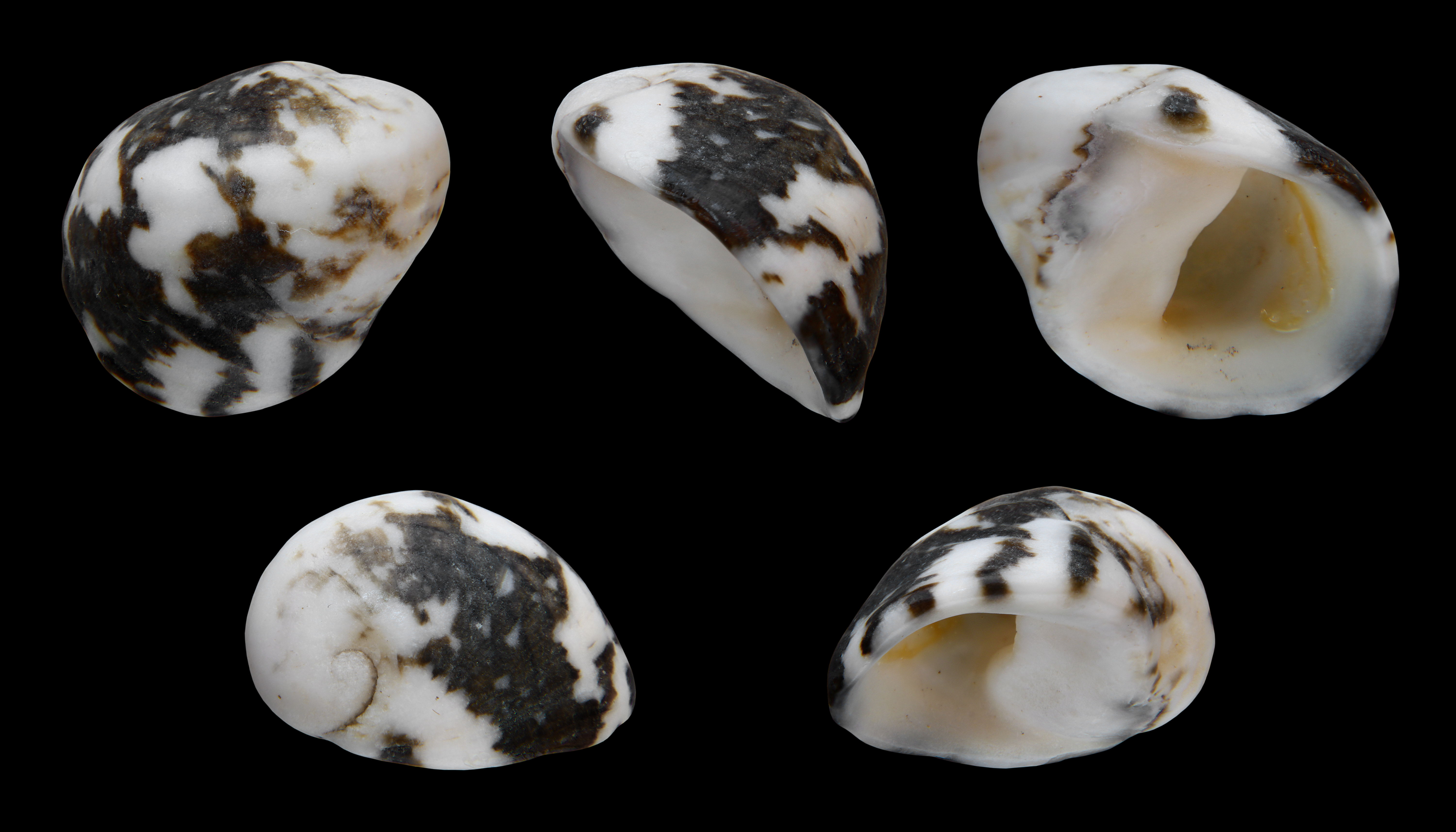
Nerita sanguinolenta
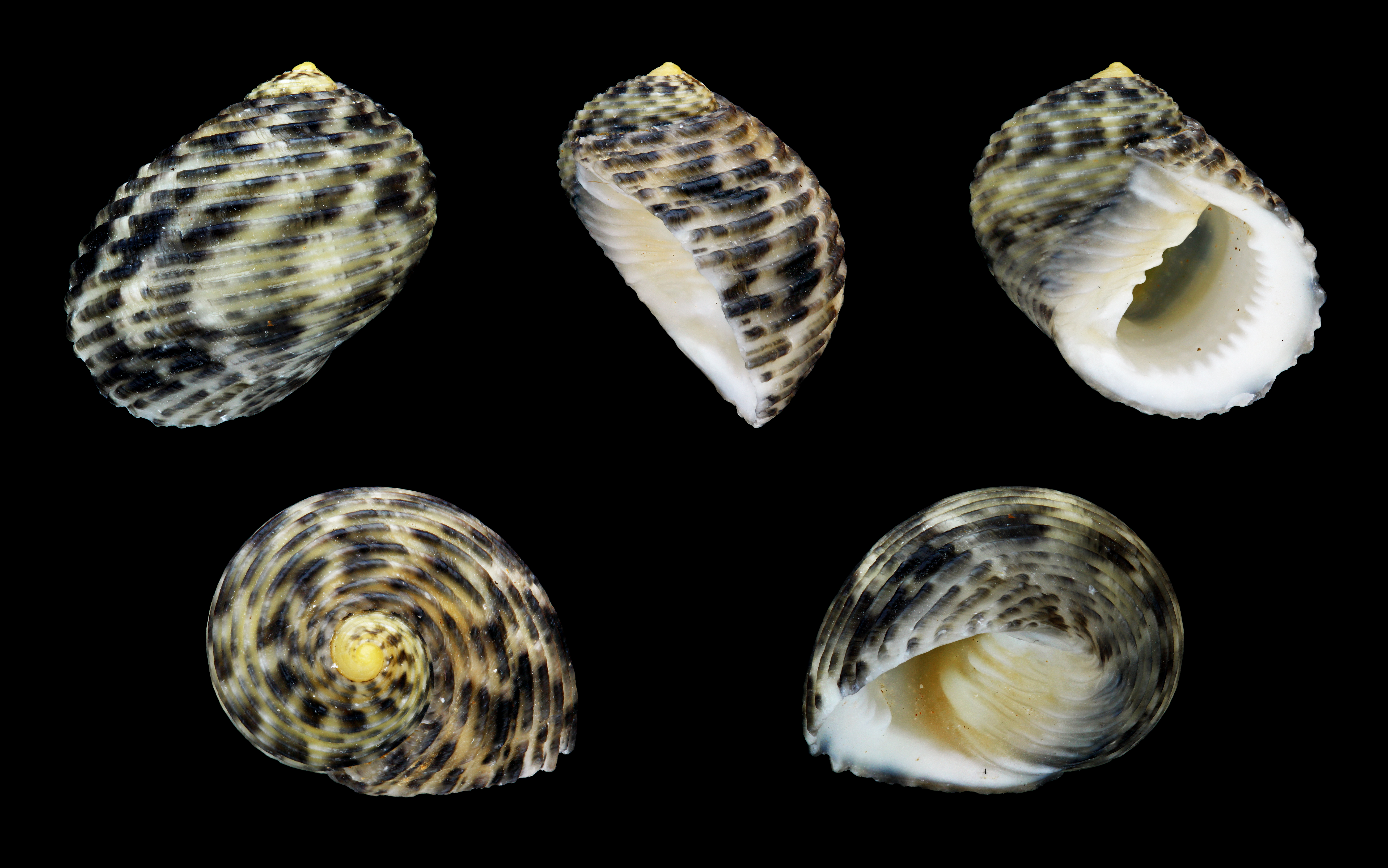
Nerita undata
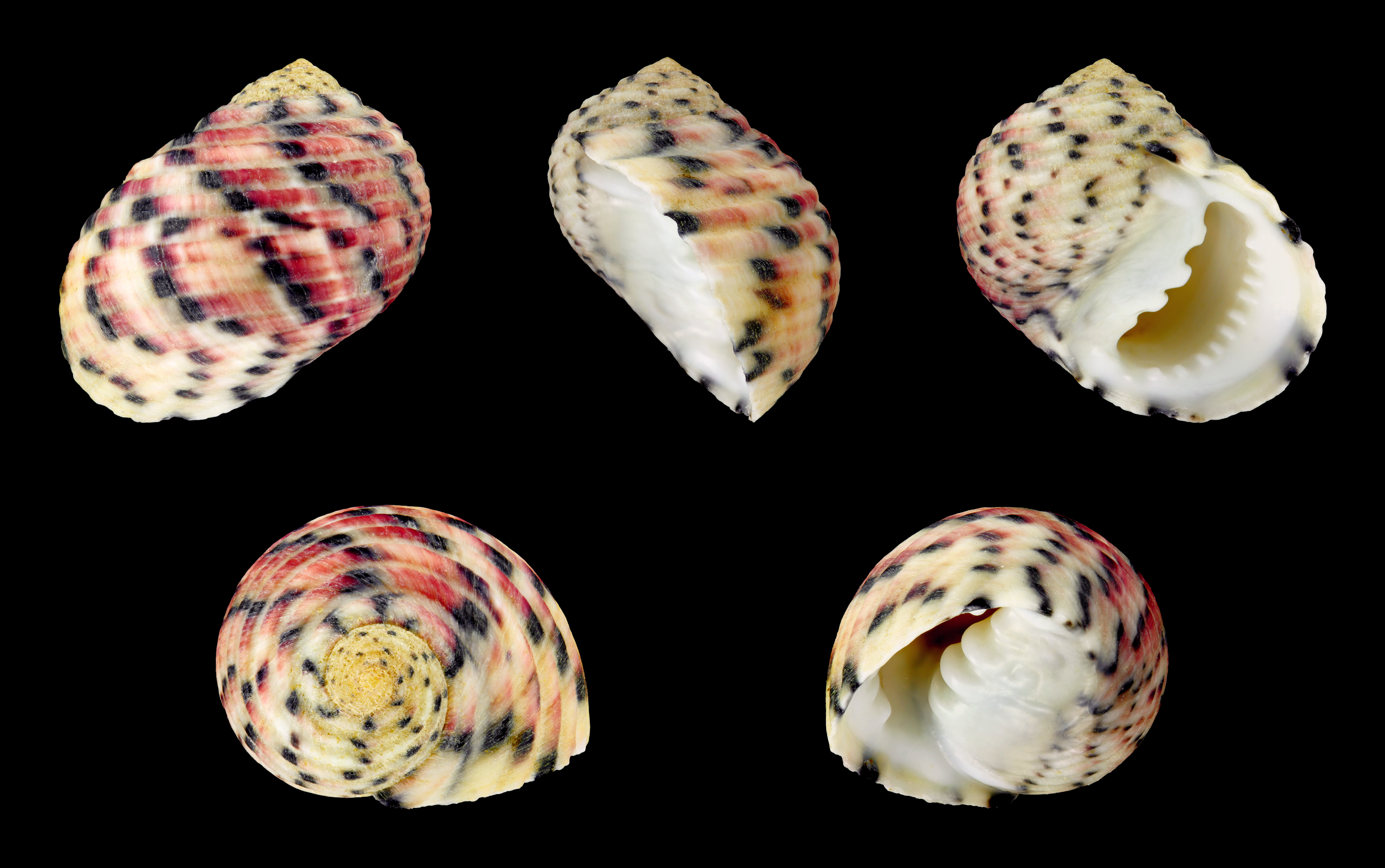
Nerita versicolor